# TBN 차차차 (울산주말)
김준원, 박창숙의 주말 TBN 차차차는 TBN 울산교통방송(FM 104.1㎒)에서 주말 오후 2시부터 4시까지 방송되는 울산권지역의 라디오 음악 프로그램이다.

## 프로그램 소개
- 한가한 주말, 일상에 지친 청취자들을 위해 유쾌한 콩트와 기발한 퀴즈, 그리고 재미있는 정보들로 활기찬 프로그램을 기획한다.

## 코너 소개

### 매일코너
- 아재아재 준원아재 - 귀염둥이 쑤기와 준원아재의 아재개그 퀴즈
- 꼬.꼬.송. - 꼬리에 꼬리를 무는 신청곡
- 퀴즈천하~! - 사극콩트로 풀어보는 재미있는 사투리 퀴즈

## 요일코너

### 토요일
- 실버히어로의 전성시대 : 숭실사이버대 이호선 교수와 함께하는 노년기 고민해결
- 차차차 엑스파일 : 미스테리하고 흥미로운 사건이야기를 들려주는 시간

### 일요일
- 밥이 보약이다 : 음식으로 통해 건강해지는 꿀팁을 콩트로 풀어보는 시간
- 이게 머선일이고? : 요즘 왜 이럴까? 재미있는 사회현상을 알려주는 시간